# Стивън Паскуал
Стивън Паскуал (на английски: Steven Pasquale) (роден на 18 ноември 1976 г.) е американски актьор. Известен е с ролята си на глуповатия, но все пак опитен пожарникар Шон Гарити в сериала „Спаси ме“. Снимал се е още в сериали като „Два метра под земята ООД“, „Вътрешен глас“ „Престъпления от класа“ и „Добрата съпруга“.